# Ибери
Иберите са исторически най-старото засвидетелствувано население на Испания, дали името на цялата страна Иберия с която античните автори наричат Иберийския полуостров (в т.ч. и територията на съвременна Португалия, а и Андора). През 7 век пр.н.е. - 3 век пр.н.е. обитават целия Пиренейски полуостров и Югозападна Галия.

## Произход
Учените не са единодушни по отношение на произхода на иберите. Някои смятат, че са древни поселници от изток по територията на средиземноморското крайбрежие (т.нар. Испански Левант), а други, че се преселници на полуострова от Северна Африка.
Първоначално живеят на източния бряг на Испания, а впоследствие – около Иберийския полуостров. Групират се в изолирани общности, поради което са известни редица иберийски племена. Имали са умения да обработват метали, включително и бронз. Занимавали са се и са развивали селско стопанство.
- Най-известната иберийска скулпура – Дамата от Елче
- Иберийска скулпура – Дамата от База
- иберийска писменост
- Североизточно иберийско писмо – Левантин, или само иберийско писмо – тъй като било най-разпространеното
- Югоизточно иберийско писмо – т.нар. Меридионал
- Гръко-иберийско писмо
- Келто-иберийско писмо